# Reizo Koike
Reizo Koike (jap. 小池•礼三 Koike Reizo; ur. 12 grudnia 1915 w Numazu, zm. 3 sierpnia 1998) – japoński pływak, dwukrotny medalista olimpijski.

## Kariera
Był japońskim pływakiem, który specjalizował się w stylu klasycznym. W 1932 roku na letnich igrzyskach olimpijskich w Los Angeles zdobył srebrny medal na dystansie 200 m stylem klasycznym. 
W 1936 roku na letnich igrzyskach olimpijskich w Berlinie zdobył brązowy medal na dystansie 200 m stylem klasycznym, i ustanowił nieoficjalny rekord świata w 100 m między tymi igrzyskami olimpijskimi. W swojej karierze Koike zdobył osiem tytułów mistrza kraju. 
Po zakończeniu II wojny światowej został trenerem japońskiej narodowej drużyny pływaków olimpijskich i przewodniczącym Japan Swimming Federation. Był obecny w Barcelonie podczas Letnich Igrzysk Olimpijskich 1992, kiedy Kyōko Iwasaki zdobył złoty medal. W 1990 Koike otrzymał Order Olimpijski w kolorze srebrnym, a w 1996 został wprowadzony do  International Swimming Hall of Fame.  Zmarł na raka płuc w 1998 roku.